# Keresztéte
Keresztéte is een plaats (község) en gemeente in het Hongaarse comitaat Borsod-Abaúj-Zemplén. Keresztéte telt 33 inwoners (2001).